# Рогачевский, Исаак Захарович
Исаак Захарович Рогачевский (6 марта 1894 — 15 октября 1937) — советский директор металлургических заводов. Расстрелян по ложному обвинению.

## Биография
Родился 6 марта 1894 года в Миргороде в семье экспедитора железной дороги.
Член РКП (б) с 1923 года.
Окончил рабфак Xapьковcкoгo института народного хозяйства (1925) и Сталинский индустриальный институт (1931).
- 1925—1929 — помощник главного инженера и заместитель директора Макеевского металлургического завода.
- 1929—1931 — директор Сталинского металлургического завода,
- 1931—1932 — директор Днепропетровского завода им. Петровского,
- 1932—1933 — на стажировке в Германии
- 1933—1934 — управляющий трестом «Трубосталь» в Харькове,
- 1934—1937 — первый директор завода «Запорожсталь».

Награждён орденом Ленина (1935).
14 августа 1937 года арестован, 15 октября расстрелян. В 1956 году реабилитирован.